# Staples
Staples Inc. este cel mai mare retailer de produse pentru birou din lume.
Compania a inventat conceptul de supermagazin cu produse pentru birou în anul 1986.
Compania este are reprezentanțe în 22 de țări.
Compania și-a deschis primul magazin în Brighton, Massachusetts, la 1 mai 1986. În 1991, Staples a fondat filiala sa canadiană, The Business Depot, și a început să deschidă magazine sub acest nume, deși peste un deceniu mai târziu, toate magazinele au fost redenumite „Staples”.
Cifra de afaceri în anul 2007: 19,4 miliarde USD